# Coptodon
Coptodon (Syn.: Dagetia Thys van den Audenaerde, 1969) ist eine Buntbarschgattung, die im größten Teil von Afrika, sowie im Jordan verbreitet ist. Die Gattung hatte ursprünglich den Rang einer Untergattung innerhalb der früher paraphyletischen Gattung Tilapia und wurde 2013 durch Dunz und Schliewen in den Gattungsrang erhoben.

## Verbreitung
Das Verbreitungsgebiet von Coptodon erstreckt sich in Westafrika von Mündung des Senegal bis zur Mündung des Kunene im Süden und umfasst in diesem Gebiet u. a. die Flüsse Corubal, Lofa, Saint Paul, Cavally, Comoé, Bandama, Bia, den oberen Sassandra, den Pra, Volta, Niger, Schari, Sanaga, Ogooué, Kouilou, Sambesi, Okavango, Cuanza, den Volta-Stausee und den Bosumtwisee in Ghana, die kamerunischen Kraterseen Barombi Koto, Bermin, Ejagham und Mboandong, den nigerianischen Kainji-Stausee, den Tschadsee, das zentrale Kongobecken, Pool Malebo, sowie den Ubangi, Uelle, Kasai und den Lualaba. In Ostafrika kommt die Gattung im Albertsee, im Tanganjikasee, Turkanasee und Malawisee vor, sowie in Nordafrika im südlichen Marokko (Wadi Draa), in Oasen des Ahaggargebirges im Süden Algeriens, im Nil und im Jordan im Nahen Osten (Coptodon zillii).

## Merkmale
Coptodon-Arten haben eine typische, mäßig hochrückige Buntbarschgestalt, erreichen Körperlängen zwischen 6,5 (Coptodon gutturosa) und 32 (Coptodon cameronensis) cm, zeigen auf den Körperseiten oft 6 bis 8 senkrechte Streifen, die sich nah der Rückenflosse Y-förmig verzweigen und meist eine rote Brust- und Bauchfärbung. Sie sind ausschließlich oder überwiegend Pflanzenfresser und Substratlaicher. Der Körper ist mit Rundschuppen bedeckt. 23 bis 29 liegen in einer mittleren Längsreihe. Wie alle Buntbarsche haben Coptodon zwei Seitenlinien. Weitere gattungstypische Merkmale sind der aus den zusammengewachsenen fünften Ceratobranchialen bestehende untere Schlundkiefer, der ebenso breit wie lang ist und einen vorderen Kiel aufweist, der kürzer oder fast so lang ist wie der bezahnte Bereich. Die hinten liegenden Schlundzähne sind zwei- (nur C. gutturosa) bis fünfspitzig (nur C. nigrans). Der erste Kiemenbogen trägt 10 bis 17 Kiemenrechen. In beiden Kiefern sind die Zähne der äußeren Zahnreihe zweispitzig, die der inneren Reihe klein und dreispitzig. Die Rückenflosse wird von 13 bis 17 Hartstrahlen gestützt. Sie zeigt einen typischen Tilapiafleck. Die Bauchflossen sind zugespitzt. Mit Ausnahme ausgewachsener Exemplare von C. congica und C. tholloni zeigen die Fische keinen Stirnbuckel.

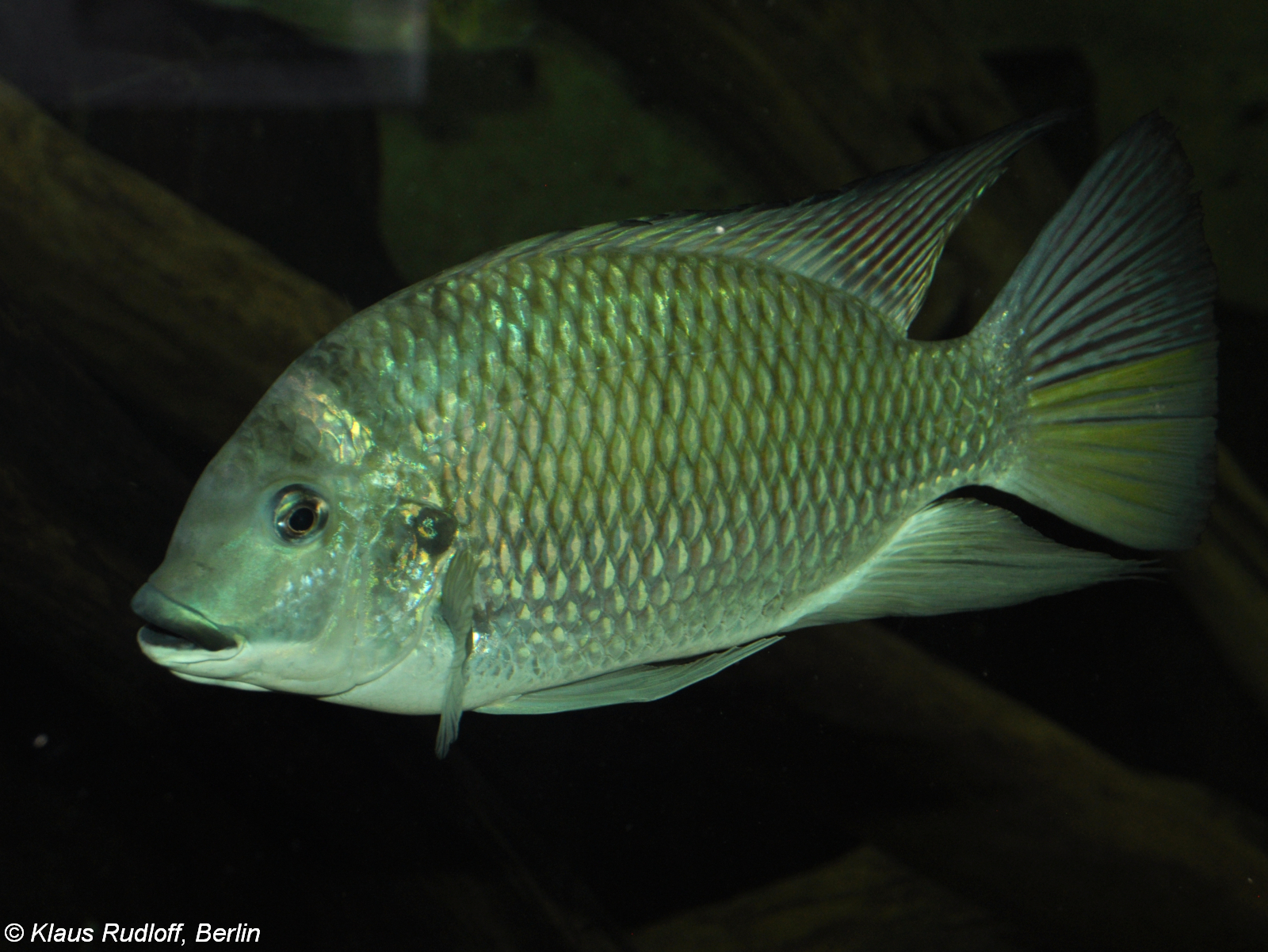
Coptodon camerunensis

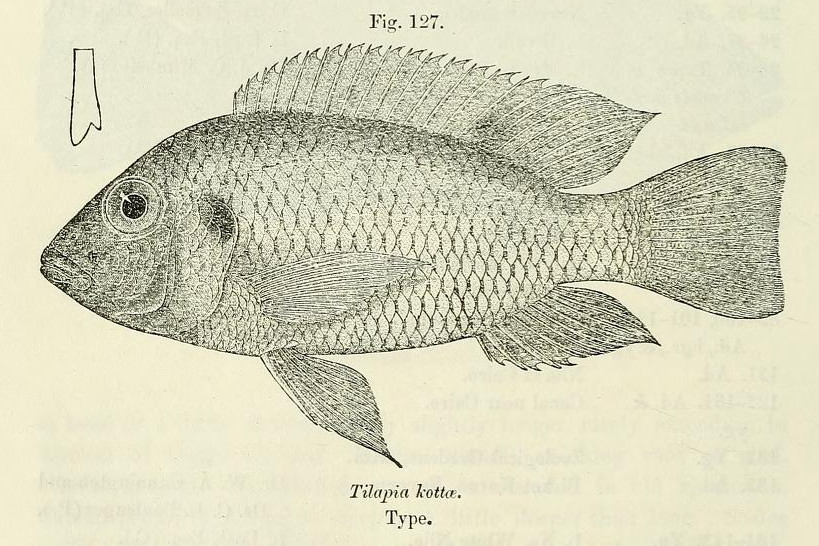
Coptodon kottae

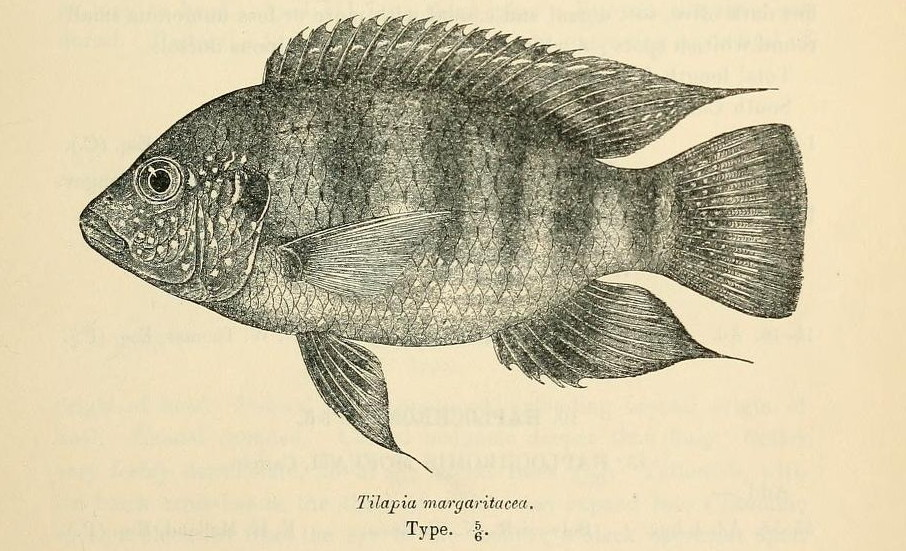
Coptodon margaritacea

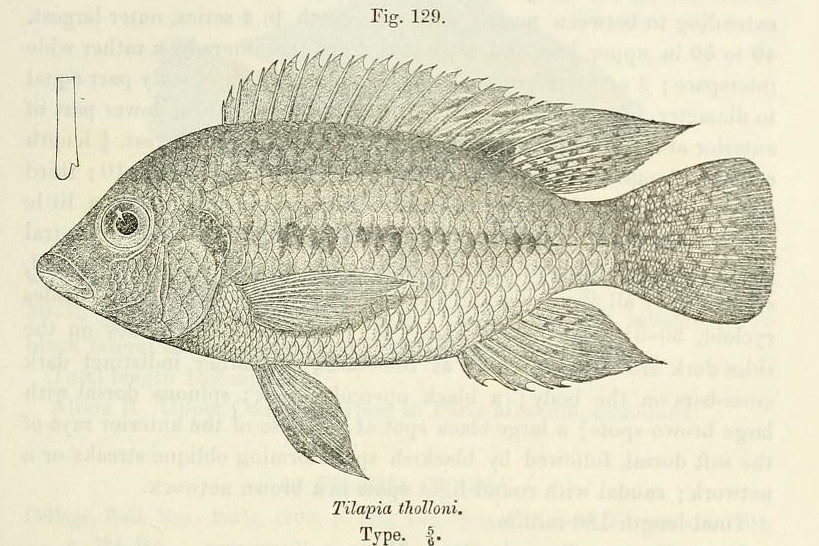
Coptodon tholloni

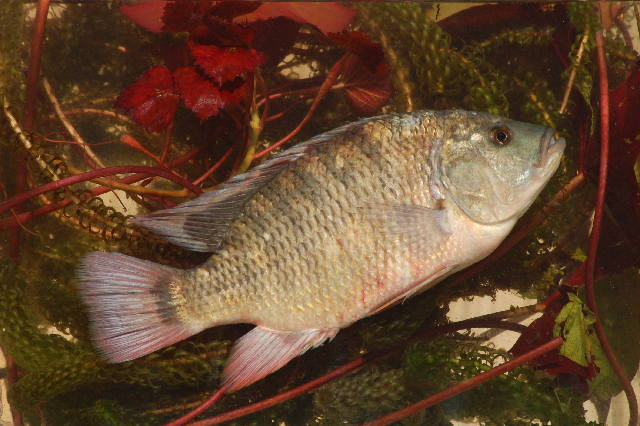
Coptodon rendalli

## Arten
- Coptodon cameronensis (Holly, 1927)
- Coptodon camerunensis (Lönnberg, 1903)
- Coptodon coffea (Thys van den Audenaerde, 1970)
- Coptodon congica (Poll & Thys van den Audenaerde, 1960)
- Coptodon dageti (Thys van den Audenaerde, 1971)
- Coptodon discolor (Günther, 1903)
- Guinea-Buntbarsch (Coptodon guineensis Günther, 1862)
- Coptodon ismailiaensis (Mekkawy, 1995)
- Coptodon konkourensis (Dunz & Schliewen, 2012)
- Coptodon kottae (Lönnberg, 1904)
- Coptodon louka (Thys van den Audenaerde, 1969)
- Coptodon margaritacea (Boulenger, 1916)
- Coptodon nyongana (Thys van den Audenaerde, 1971)
- Coptodon rendalli (Boulenger, 1897)
- Coptodon rheophila (Daget, 1962)
- Coptodon tholloni (Sauvage, 1884)
- Coptodon walteri (Thys van den Audenaerde, 1968)
- Zilles Buntbarsch (Coptodon zillii Gervais, 1848)
- Artenschwarm des Bermin-See[3][4]
  - Coptodon bakossiorum (Stiassny, Schliewen & Dominey, 1992)
  - Coptodon bemini (Thys van den Audenaerde, 1972)
  - Coptodon bythobates (Stiassny, Schliewen & Dominey, 1992)
  - Coptodon flava (Stiassny, Schliewen & Dominey, 1992)
  - Coptodon gutturosa (Stiassny, Schliewen & Dominey, 1992)
  - Coptodon imbriferna (Stiassny, Schliewen & Dominey, 1992)
  - Coptodon snyderae (Stiassny, Schliewen & Dominey, 1992)
  - Coptodon spongotroktis (Stiassny, Schliewen & Dominey, 1992)
  - Coptodon thysi (Stiassny, Schliewen & Dominey, 1992)
- Artenschwarm des Ejagham-See[5]
  - Coptodon deckerti (Thys van den Audenaerde, 1967)
  - Coptodon ejagham (Dunz & Schliewen, 2010)
  - Coptodon fusiforme (Dunz & Schliewen, 2010)
  - Coptodon nigrans (Dunz & Schliewen, 2010)

Außerdem gibt es mindestens drei bis heute unbeschriebene Arten:
- Coptodon sp. aff. guineensis “Cross”
- Coptodon sp. aff. zillii “Kisangani”
- Coptodon sp. aff. louka “Samou”.